# علم نفس الألوان

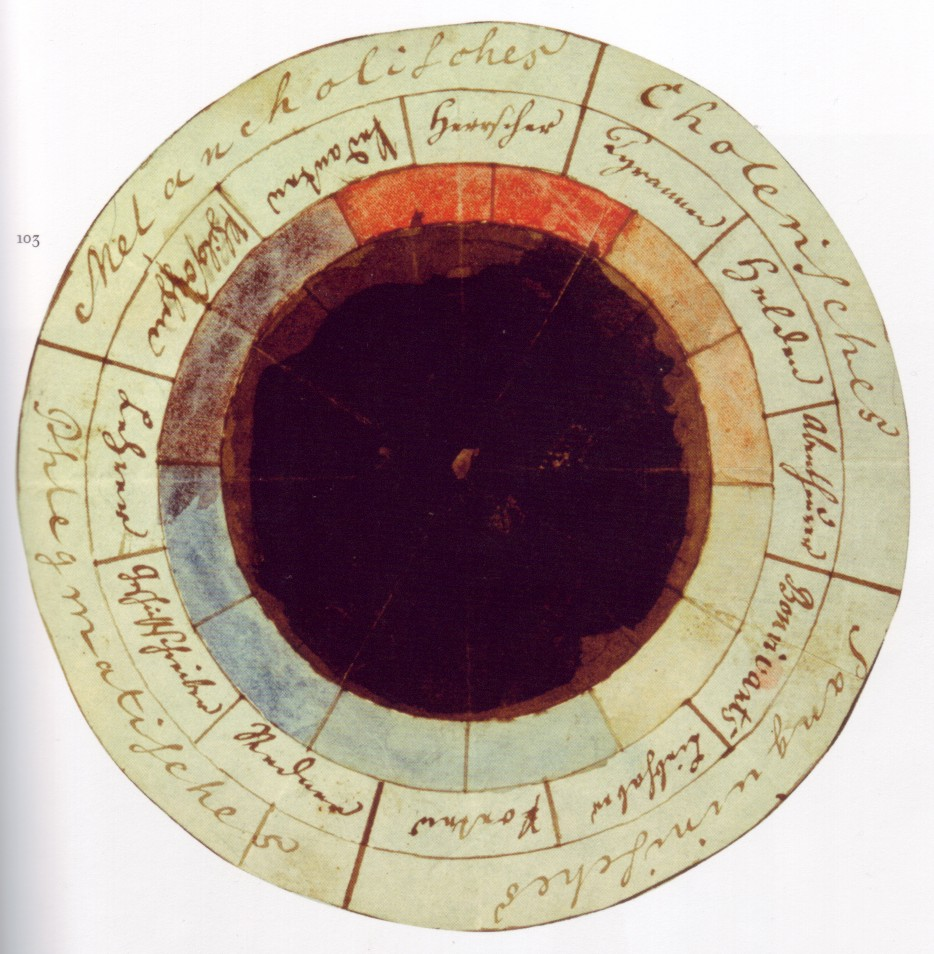
"وردة المزاج" التي جمعها كل من فريدريك شيلر وغوته في عامي (1798-1799).
رسم بياني يظهر فيه الإثني عشر لونا مع المهن البشرية أو سماتها الشخصية، مجمعة في المزاجات الأربعة:
الأحمر، البرتقالي، الأصفر: هي الألوان المفضلة للطغاة، الأبطال والمغامرين.
الأصفر، الأخضر، السماوي: هي الألوان المفضلة للعشاق والشعراء
السماوي، الأزرق والبنفسجي: هي الألوان المفضلة للمتحدثون الرسميون والمؤرخون
البنفسجي والأحمر: هي الألوان المفضلة للفلاسفة، العلماء والحكماء.

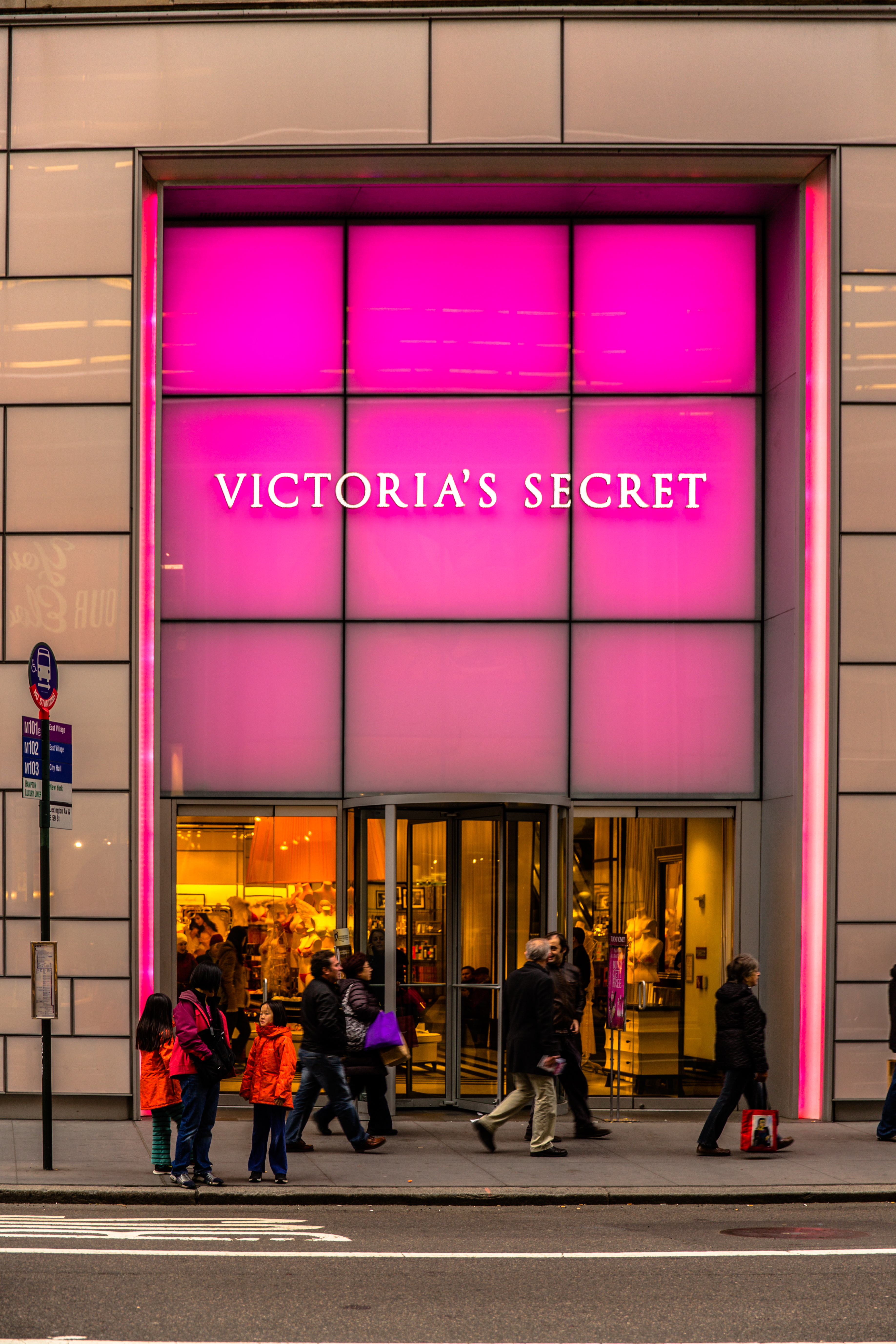
إختارت منتجات فيكتوريا سيكريت أن يكون اللون الوردي هي واجهة محلاتها.

علم نفس الألوان أو علم النفس اللوني هي دراسة تدرج الألوان كمقرر لسلوك الإنسان هو دراسة الأشكال لتحديد السلوك البشري، حيث يؤثر اللون على التصورات غير الواضحة مثل طعم الطعام. يمكن للألوان أيضا تعزيز فعالية الأدوية الوهمية. على سبيل المثال، عادة ما تستخدم الحبوب الحمراء أو البرتقالية في الأدوية المنبهة. يمكن أن يؤثر على شخص ما، لكن يختلف تأثير الألوان من شخص لآخر.
تؤثر العديد من العوامل مثل الجنس، العمر، والثقافة على مدى إدراك الشخص للألوان. على سبيل المثال، يرى الرجال المغايرون أن ارتداء الملابس الحمراء لتعزيز جاذبية الإناث، في حين أن الإناث المغايرة للجنس تنكر تأثير الألوان على الرجال. تستخدم تطبيقات علم نفس الألوان بكثرة في التسويق والعلامات التجارية. يرى العديد من المسوقين أن اللون جزء مهم من نجاح عمليات التسويق لما للألوان من قدرة على التأثير على مشاعر المستهلكين وتصوراتهم عن السلع. غير قدرتها على نشر شعارات العلامات التجارية.
تذكر الدراسات أن الشعارات التي يتطابق لون شعارها مع لون شعار العلامة التجارية يجذب المزيد من العملاء، فعلى سبيل المثال، يغلب استخدم اللون الوردي في العلامات التجارية ومنتجات فيكتوريا سيكريت. كما تظهر الدراسات دور ألوان نوافذ العرض في المتاجر والمولات في جذب المشترين، حيث أظهرت أن الألوان الدافئة تميل إلى جذب المشترين العفويين، في حين أن الألوان الباردة هي الأكثر ملاءمة.

## تأثير اللون على الإدراك
أغلب التصورات مرتبطة غالبا بالألوان كاستساغة الطعام على سبيل المثال، حيث لا يلعب لون الطعام فحسب في حاسة التذوق بل البيئة المحيطة في مدى الرؤية، لذلك تقوم المطاعم بجعل ألوان الجدران إما دافئة مريحة للعين أو ذات طابع رومانسي. استفادت المتاجر كذلك من تأثيرات الألوان حيث تبيع الخبز عادة في عبوات مزينة أو ملونة بدرجات ذهبية أو بنية للترويج لفكرة النضارة المخبوزة في المنزل ونضارة الفرن.

## تأثير الدواء الوهمي
يتم استخدام تطبيقات علم نفس الألوان في مجال الطب وصناعة الأدوية الوهمية أيضا، فغالبا ما تستخدم الألوان الفاتحة في المنشطات والألوان الباردة في المثبطات. رفض البعض تلك النظريات حيث يروا هذه العلاقة هي نتيجة لتوقعات المريض وليست تأثيرًا مباشرًا للون نفسه.

## الإضاءة العامة باللون الأزرق
في عام 2000، قامت مدينة غلاسكو بتركيب مصابيح إنارة زرقاء علي عواميد الإنارة في أحياء معينة في دراسة حول تأثير الألوان على معدل العنف ولاحظت أن هذه الشوارع أصبح لها معدلات عنف أقل من المعتاد. في أكتوبر 2009، في اليابان، قامت هيئة السكك الحديدية بتركيب إضاءة زرقاء على محطاتها في محاولة لتقليل عدد محاولات الانتحار. تم التشكيك في فاعلية ذلك القرار.

## الارتباطات بين اللون والحالة المزاجية
يختلف مدى تأثر الأشخاص بالألوان من شخص لآخر ومن لون إلى آخر.
يعتبر اللون الأزرق هو الخيار الأفضل لحوالي 35% من الأمريكان، يتبعه اللون الأخضر بنسبة 16% فالأرجواني بنسبة 10% ثم اللون الأحمر بنسبة 9%. قد يكون السبب في تفضيل الأمريكان للونين الأزرق والأخضر هو تعودهم على رؤيته في بيئة الأجداد كما هو موضح في مقالة تطور المادة التجميلة.
تحاول بعض الدراسات اثبات صحة أو خطأ تأثير درجة الحرارة المحيطة على اللون المفضل، فالأشخاص التي يميلون للبرودة يفضلون الألوان الدافئة كالأحمر والأصفر في حين يميل الأشخاص الذي يفضلون الحرارة إلى الألوان الباردة كالأزرق والأخضر.
استنتجت أبحاث أخرى إلى أن النساء والرجال يفضلون على حد سواء الألوان «الدافئة» و «الباردة». في حين استنتجت أبحاث أخرى أن الخلفية الثقافية لها تأثير قوي على تفضيل اللون. فالأشخاص الذين يعيشون في نفس المنطقة لديهم غالبا نفس تفضيلات اللون، وأن سكان كل منطقة ألوان مختفلة عن باقي المناطق بغض النظر عن العرق.
يختلف تفضيل الالوان على حسب الفئة العمرية ففي حين يميل الأطفال للألوان المريحة والممتعة، لا يعتمد تفضيل الألوان للبالغين لأي منطق.
أظهرت أبحاث أخرى مدى تأثير الألوان على الحالة المزاجية، على الرغم من عدم التأكيد على ارتباط حالات مزاجية محددة مع ألوان بعينها.
قام عالم النفس الأمريكي أندرو جيه إليوت بدراسة هل ملابس الشخص يمكن أن تجعله يبدو أكثر جاذبية من الناحية الجنسية، ووجد أن الرجال يفضلون النساء اللواتي يرتدين اللون الأحمر عن النساء التي ترتدي أي لون أخر. من الناحية الأخرى، لا يوجد ما يثبت تأثير النساء بما يرتديه الرجال. في دراسات أخرى، ظهر تفضيل الرجال المرتدين للملابس الحمراء.
كما أجريت دراسات للتأكيد على مدى ارتباط لون بمزاج معين في مختلف الثقافات، فعلى سبيل المثال، أظهرت دراسة على مشاركين من ألمانيا، المكسيك، بولندا، روسيا والولايات المتحدة ميل أغلبية المشاركين إلى اعتبار اللون الأحمر والأسود مرتبط بالغضب. وحدهم البولنديين الذي ربطوا اللون الوردي مع الغضب والغيرة، في حين أن الألمان هم الوحيدين الذين ربطوا اللون الأصفر بالغيرة. على الرغم من اختلاف الثقافات في تحديد معاني الألوان، إلا إن إحدى الثقافات أظهرت اتفاق الكثير من الثقافات على الحالات العاطفية المرتبطة بالألوان، فاللون الأحمر عادة ما يعتبر قويا ونشطا.

## الضوء واللون والبيئة المحيطة
يستطيع الضوء واللون أن تؤثر على كيفية إدراك الناس للبيئة المحيطة بهم. تؤثر مصابيح الإضاءة المختلفة على كيفية رؤية الأشخاص لألوان الجدران والأشياء المحيطة. تدرج ألوان الأشياء عند رؤيتها تحت مصادر الإضاءة المختلفة فلا تبدو ألوان الأشياء عند رؤيتها تحت أشعة الشمس مثلما تبدو حين رؤيتها تحت الضوء من مصباح ساطح كمصابيح التنجستن التي تجعل الألوان الفاتحة أكثر برتقالية أو بنية في حين تبدو الألوان الداكنة أكثر قتامة.
يستطيع مهندسو الإضاءة أو حتى من لديهم خبرة كافية أن يستخدم الضوء والظل لخلق أشكال مختلفة لنفس الشيء، الألوان لإثارة تساؤل هل الجسم ثابت أم متحرك. تساعد مصادر الضوء الموحدة في تكوين أفضل انطباع لشكل ثلاثي الأبعاد.
يعتبر كارل يونغ من أشهر الباحثين في مجال علم نفس الألوان، المهتمين بخصائص الألوان ومعانيها وإمكانيات الفن كأداة للعلاج النفسي. تغطي مقالاته عن رمزية الألوان مجموعة واسعة من الموضوعات، بداية من الماندالا مرورا بأعمال بيكاسو إلى السيادة شبه العالمية للذهب الملون الذي يراها كما وصفها تشارلز ريلي بقمة الروحانية والحدس.
اهتمت أبحاثه أيضا بدراسة استخدام الألوان وتأثيرها في الثقافات عبر الفترات الزمنية المختلفة، كيفية فحص رسومات المرضى النفسيين، كما حاول تطوير لغة أو شفرة تكون رموزها ألوانا.

## النموذج العام
يعتمد النموذج العام لعلم نفس الألوان على ستة مبادئ أساسية:
1. يمكن أن يحمل كل لون معنى محددا.
2. يستند معنى اللون إما في المعنى المكتسب أو المعنى البيولوجي الفطري.
3. تصور اللون يترجم تلقائيا من الشخص الذي يراه.
4. تجبر عملية التصور على تحفيز الشعور بالألوان.
5. عادة ما يؤثر اللون على الشخص تلقائيا،
6. يعتمد مدى تأثير اللون على السياق العام للوحة أو البيئة المحيطة.[11]

## الاستخدام في التسويق
نظرا لدور الألوان الهام في المظهر العام لنشر أي منتج وشهرة العلامات التجارية، يتم تطبيق علم نفس الألوان في عمليات التسويق.
يجب على مسئولي التسويق أن يكونوا على دراية كافية بتطبيقات الألوان في الوسائط المختلفة (كالمطبوعات وصفحات الويب)، بالإضافة إلى الرسائل والمعاني التي يمكن الجمهور أن يستنتجها من اختيارتهم للألوان، حيث أن الجميع يدرك الألوان بشكل مختلف يمكن أن يحمل الإعلان الواحد العديد من المعاني والرسائل.
يختلف التأثير الفسيولوجي والعاطفي للون الواحد من فرد إلى آخر وفقا للعديد من المتغيرات كالتجارب السابقة، الثقافة، الدين، البيئة الطبيعة، البيئة المحيطة، الجنس، العرق والجنسية. قبل اختيار ألوان أي لوحة أو إعلان، يحدد المسئولون الجمهور المستهدف من هذا الإعلان وفقا للمتغيرات التي تم ذكرها سابقا لتتماشى مع طبيعة المنتج والرسالة الرئيسية المراد نقلها في العمل الواحد (سواء كان هذا العمل هو قطعة من القماش، خلفية إعلان أو حتى ملابس الممثلين).

## معاني العلامات التجارية

عجلة الألوان

توفر ألوان المنتج مصدرا كبيرا للمعلومات قبل أن يتخذ شخص ما قرار شراء هذا المنتج أم ذلك. عادة ما يصدر العملاء حكما أوليا على منتج في 90 ثانية الأولى. 62%-90% من تلك القرارات تعتمد تقريبا على اللون. عندما يرى شخصا ما شعار أو علامة تجارية ما فغالبا ما يربطها باسم الشركة وجنسيتها في حين معرفة الشعار قبل ذلك. أما في المرة الأولى فيبدأ بحفظ العلامة وخصائصها المعينة معتمدين في أغلب الأحيان في ذلك على لون الشعار.
يوفر التخطيط الجيد للألوان وسيلة للتعرف على الشعارات وضمان تمييز العلامة التجارية في الأسواق المزدحمة بصريا.
طلبت إحدى الدراسات التي تهتم بألوان الشعارات من بعض المشاركين أن يقيموا مدى ملاءمة لون الشعار لشركات خيالية لا وجود لها وفقا لمنتج كل شركة منهم. تم تقديم ثمان شعارات بثمان ألوان مختلفة لكل شركة تنتج منتجات وهمية وطلب من المشاركين تقييم الشعارات. أظهرت نتائج هذه الدراسة وجود نمط في ملائمة الشعار لوظيفة المنتج. فعندما كان المنتج وظيفي، يلبي حاجة أو يحل مشكلة مال المشاركين إلى اختيار اللون الوظيفي، في حين أن المنتج الحسي أو الذي يعبر عن موقف أو وضع اجتماعي مال أغلب المشاركين في الدراسة إلى اختيار الألوان الحسية الاجتماعية. لذلك لا تختار الشركات لون شعارها إلا بعد تحديد أنواع منتجاتها.
يمكن لشعارات الشركات أن توصل رسالة من خلال لونها فقط، لذلك تهتم الشركات حديثة العهد وغير المعروفة بتطوير شعاراتهم لتسويق المنتجات أسرع. بينما تهتم شركات آخرى بتغير لون المنتج مع تغير شخصية العلامة التجارية للوصول لأكبر شريحة من الجمهور كمنتجات فيكتوريا سيكريت وإتش أر.
تم إجراء العديد من الأبحاث لمحاولة فهم العلاقة بين لون شعار ما والسمات الشخصية للإنسان، لعل من أهم تلك الأبحاث هي دراسة العلاقة بين الألوان وخمس سمات شخصية كالإخلاص، الإثارة، الكفاءة، الرقي والصلابة التي أجريت على شعارات من صنع الحاسب الألى.
أغلب هذه الدراسات لا يمكن اعتبراها حقيقة علمية ثابته لأنه بالرغم من أن الألوان مفيدة جدا في التسويق، إلا أن قيمتها تعتمد على كيفية استخدامها وتأثيرها يختلف من شخص إلى آخر.

### معاني ألوان معينة
بعض الألوان يمكن أن تشير إلى معاني معينة. على سبيل المثال، قد يؤدي اللون الأحمر إلى الشعور بالإثارة، بينما الأزرق إلى مشاعر الاسترخاء. يوضح الجدول التالي المعاني المختلفة للألوان في الولايات المتحدة.
- الوظيفية (ظ): هي المنتجات التي تلبي حاجة أو تحل مشكلة.[22]
- الحسية (ح): تنقل موقف، وضع أو موافقة اجتماعية.[22]

| الأحمر      | الأصفر                 | الأخضر  | الأزرق            | الزهري     | قرمزي/بنفسجي | بني        | أسود       | أبيض        |
| ----------- | ---------------------- | ------- | ----------------- | ---------- | ------------ | ---------- | ---------- | ----------- |
| الشهوة (ح)  | الكفاءة أو المهارة (ح) | الطبيعة | رجولي (ح)         | التكلف (ح) | السلطة (ح)   | الغلظة (ح) | الحزن (ح)  | السعادة (ح) |
| القوة (ح)   | السعادة (ح)            | السلام  | الجدارة (ح)       | إخلاص (ح)  | التكلف (ح)   |            | التكلف (ح) | الإخلاص (ح) |
| الإثارة (ح) |                        |         | ذو جودة عالية (ظ) | أنثوي (ح)  | القوة (ح)    |            | غالي (ظ)   | نقاء (ح)    |
| الحب (ح)    |                        |         | التعاون (ظ)       |            |              |            | الخوف (ح)  |             |

### الخلط بين الألوان

شعار شركة تارجيت

تميل بعض الشركات إلى استخدام لون واحد في شعارها، في حين تميل الأغلبية إلى استخدام مزيج من الألوان. تفضل الشركات أن يكون الألوان في المقدمة متقاربة ومتباينة في الخلفية.
أجريت إحدى دراسات الألوان على أحذية نايك الرياضية، فضل الأغلبية الألوان المتشابهة والقريبة من بعضها البعض في عجلة الألوان كالأزرق والأزرق الداكن. بينما نسبة بسيطة منهم من فضلوا نايك سووش بألوان مختلفة ومتناقضة. عند توفير فرصة تصميم الحذاء على حسب طلب المستهلك اختار الأغلبية أعدادا بسيطة من الألوان. لتنتهي الدراسة مصرحا بالتالي:
«يجب على الشركات التي تنتج بضائع متعددة الألوان أن تراعي تقليل عدد الألوان المرئية واستخدام أشكال مألوفة كشعار للمنتج».

### أسماء الألوان
نتيجة لإتساع درجة التباين بين الألوان واستمرار إيجاد وصناعة ألوانا جديدة، تركز العديد من الشركات على الاستفادة من هذه المجموعة الواسعة من الألوان سواءا في لون المنتج أو لون العبوة للوصول إلى أكبر شريحة من الجمهور ولجذب أكبر عدد من المستهلكين. على سبيل المثال، تطور شركات مستحضرات التجميل ألوان ظلال العيون وطلاء الأظافر بصفة دائمة ولم تعد تكتفي بالألوان التقليدية لتناسب جميع أذواق النساء.

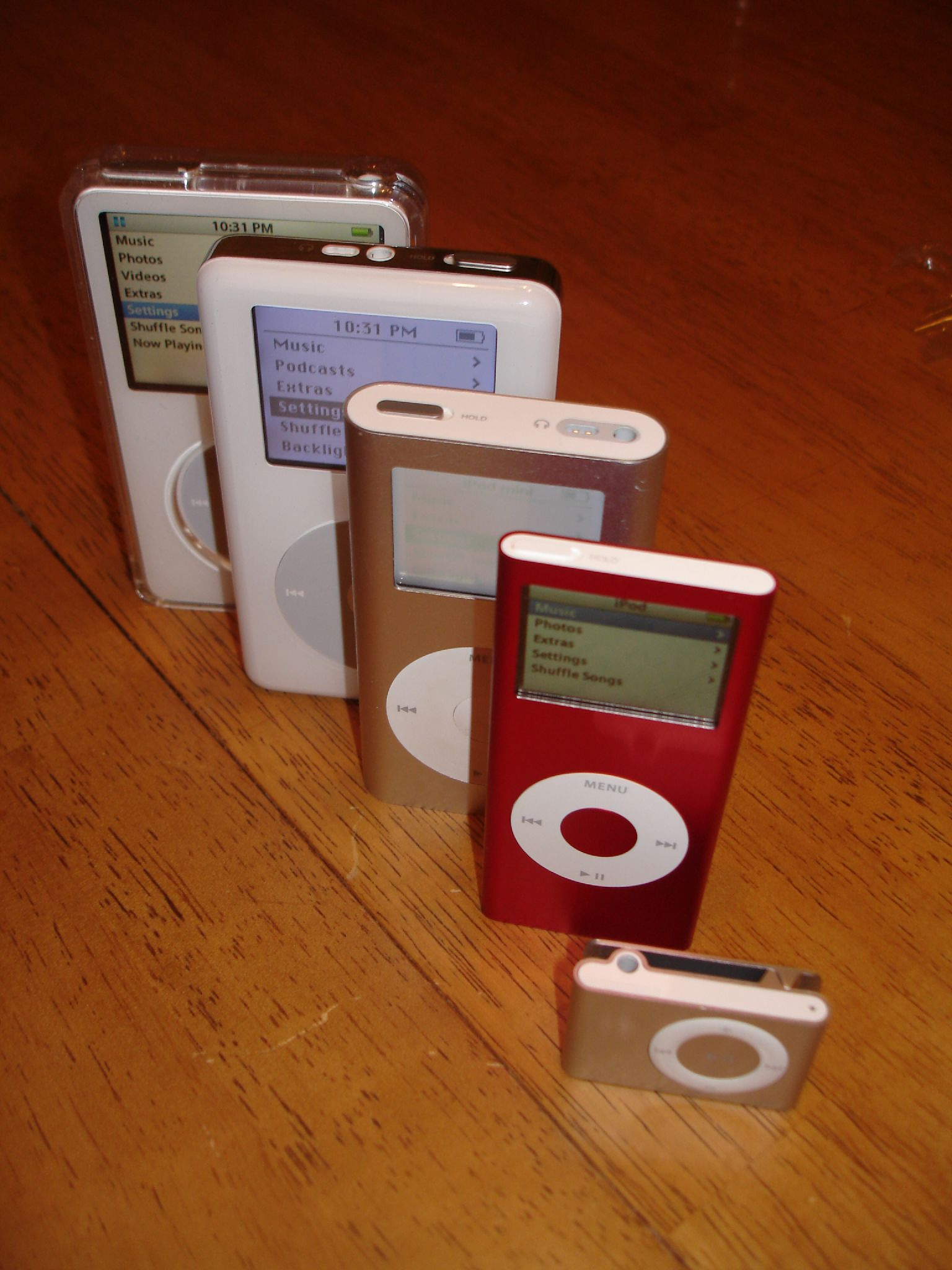
أنماط وألوان مختلفة لأحهزة آي بود.

حتى شركات التكنولوجيا كشركة أبل، وديل وسامسونج لم تعد تكتفي باللوني الأبيض والأسود في صناعة الحواسيب المحمولة، الهواتف وأجهزة الآي بود لجذب العملاء.
يساهم اختيار الاسم الجديد للون في زيادة جذب انتباه العملاء فعلى سبيل المثال، من المرجح أن يتم اختيار حبة جيلي صفراء ذات اسم لوني غير نمطي مثل رازماتاز من حبة ذات اسم تقليدي كالليمون الأصفر. لذلك تميل الشركات إلى الاهتمام بالأسماء غير النمطية، فضلاً عن الفضول والرغبة في «معرفة» سبب اختيار هذا الاسم الذي يراود العملاء.

### جذب الانتباه

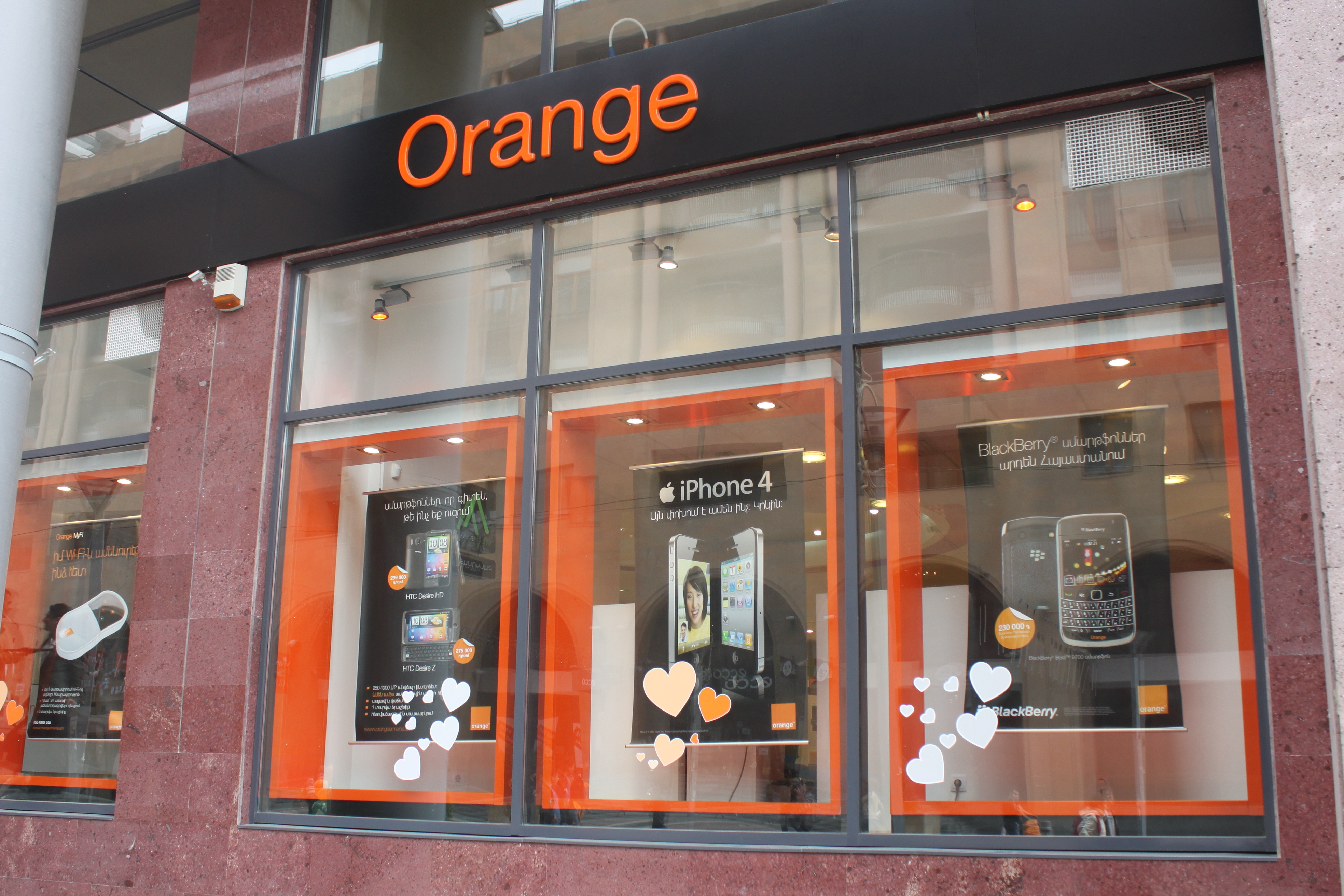
نافذة عرض لأحدى منافذ شركة أورنج

يستخدم اللون كوسيلة لجذب انتباه المستهلك إلى منتج ما، مما يؤثر بعد ذلك على سلوك الشراء. يستخدم المستهلكون اللون لتحديد العلامات التجارية المعروفة أو البحث عن بدائل جديدة. يبحث الباحثون عن تنوع الألوان غير المعتادة في عملية اختيار العلامات التجارية الجديدة، فعبوة الألوان الجذابة تثير انتباه المستهلك أكثر من العبوة غير الجذابة.
في إحدى الأبحاث التي تدرس دور الألوان في التأثير على سلوك الشراء لمنتجات بعلامات تجارية معروفة وغير معروفة. تم عرض على المشاركين نفس المنتج بأربعة ألوان وعلامات تجارية مختلفة. أظهرت تلك الأبحاث أن المشاركين اعتمدوا في اختيارهم على أساس الألوان التي جذبت انتباههم الطوعي وغير الطوعي. المنتجات التي تحمل ألوان غريبة «كالأخضر المنتولي» كانت الأكثر اختيارا.
في حالة أرادت شركة ما تغيير مظهر المنتج مع الاحتفاظ بالمنتج نفسه، فإنها تفكر في الاحتفاظ بنفس الألوان لأن الأشخاص يستخدمون الألوان لتحديد العلامات التجارية والبحث عنها. يمكن رؤية هذا في منتجات Crayola crayons الذي تغير شعارها أكثر من مرة منذ عام 1934 لكن الشركة حافظت على الألوان الأساسية الذهبية والخضراء طوال الوقت.

## الفروقات الفردية

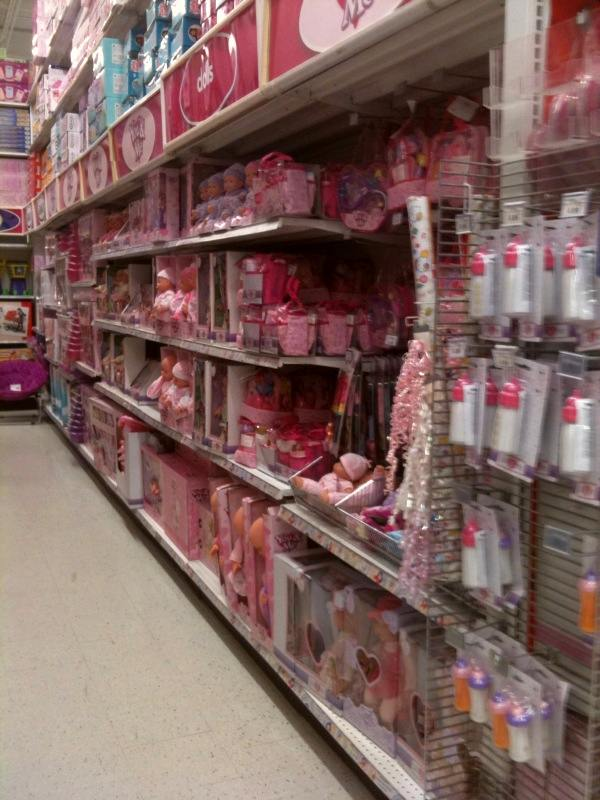
قسم باللون الوردي لألعاب الفتيات

### الجنس
غالبًا ما يتم تصنيف لعب الأطفال على أنها ألعاب للبنين أو للبنات اعتمادا على لون اللعبة. نشرت إحدى الأبحاث دراسة حول تأثير الألوان على عملية الإدراك. عرض الملاحظين على المشاركين صورا غير واضحة لألعاب الأطفال الشيء الوحيد الواضح منها هي لون الأصبع والمطلوب منهم تصنيف الألعاب إلى ألعاب فتيان أو فتيات.
أظهرت النتائج أن الألعاب ذات الألوان الغامقة، كالأحمر والأسود، صنفت في العادة على أنها ألعاب فتيان. أما الألوان الفاتحة مثل الوردي والأرجواني صنفت على أنها ألعاب بنات. عادة ما تحمل الألعاب التي تصنف على أنها صالحة للفتيان والفتيات ألوان لعب الفتيان فقط.

### العمر
من الشائع في الولايات المتحدة، يتم ربط منتجات البنات الصغيرات باللون الوردي والفتيان الرضع باللون الأزرق. الأطفال الصغار في الفئة العمرية من 7 شهور إلى 5 أعوام، يفضلوا الأجسام الصغيرة في ألوان مختلفة. في دراسات أخرى، أظهرت النتائج أن البنات في الفئة العمرية ما بين (2-2.5 عام) يفضلون اللون الوردي والأولاد يتجنبون هذا اللون، لكنهم لا يظهرون أي تفضيل للون أخرى.

### الثقافة
قبل اتخاذ أي قرار بشأن العلامات التجارية للمنتجات، يجب تحديد أولا من هو المستهلك المستهدف، حيث توجد العديد الاختلافات الثقافية. في إحدى الدراسات التي اهتمت بدراسة العلاقة بين الألوان والثقافة لدى البريطانيين والصينيين، تم عرض على كل مشارك 20 لون وطلب منهم تقييم كل لون على 10 عواطف مختلفة. أظهرت النتيجة مدى الاختلاف بين الثقافتين، ففي الوقت الذي مال الصينيون إلى تفضيل الألوان التي صنفوها على أنها نظيفة، جديدة وحديثة لم يبد البريطانيون أي اهتمام بتلك الأسباب مفسرين أن اللون فقط أعجبهم.
في عام 2000، نشر عالم النفس الأمريكي ولارد بحثا يرجع فيه على امكانية تأثير الألوان على مزاج الأشخاص، لكن مدى التأثير يعتمد على ثقافة المرء. على سبيل المثال، قد لا يربط شخص من اليابان اللون الأحمر بالشعور بالغضب أو البني مع السعادة كما هو الحال مع مواطني الولايات المتحدة.

## وصلات خارجية
- علم نفس الألوان- يوتيوب.
- كيف تؤثر الألوان على الحالة المزاجية للفرد؟- يوتيوب.
- لغة الألوان- مؤتمرات تيد- يوتيوب.
- تطبيق علم نفس الألوان على علوم الطب وصناعة الأدوية- يوتيوب.